# 柏林镇 (永兴县)
柏林镇，是中华人民共和国湖南省郴州市永兴县下辖的一个乡镇级行政单位。2012年4月，原柏林镇、洞口乡成建制合并，设立柏林镇。以原柏林镇、洞口乡的行政区域为新设柏林镇的行政区域，柏林镇辖32个建制村、2个居委会，总面积195.9平方公里，总人口5.06万人，镇人民政府驻柏林圩（原柏林镇人民政府驻地）。

## 行政区划
柏林镇下辖以下地区：
柏林社区、柏林村、荷塘村、马桥村、口泉村、九团村、龙王市村、枫坪村、金盆村、长乐村、石门村、高山村、高屋村、高岭村、杜泥村、二甲村、虹桥村、扬武村、四联村、龙塘村和桃林村。